# Брунн-ам-Гебирге
Брунн-ам-Гебирге (нем. Brunn am Gebirge) — ярмарочная община в Австрии, в федеральной земле Нижняя Австрия. 
Входит в состав округа Мёдлинг.  Население составляет 10 434 человека (на 31 декабря 2005 года). Занимает площадь 7,26 км². Официальный код  —  3 17 04.

## Политическая ситуация
Бургомистр общины — Андреас Линхарт (СДПА), по результатам выборов 2015 года.
Совет представителей общины (нем. Gemeinderat) состоит из 37 мест.
- СДПА занимает 18 мест.
- АНП занимает 9 мест.
- АПС занимает 4 места.
- Зелёные занимают 3 места.